# Starčevo-Körös-Criş-Kultur
Die Starčevo-Körös-Criș-Kultur ist die früheste neolithische Kultur in Serbien, Makedonien, Rumänien, Ungarn und Kroatien. Sie datiert zwischen 6200 und 5500 v. Chr. (cal.). Sie wird oft in verschiedene Unter-Kulturen unterteilt, deren Grenzen oft weniger durch prähistorische stilistische Unterschiede als durch moderne Landesgrenzen bestimmt sind. In Makedonien, Serbien und Kroatien spricht man gewöhnlich von der Starčevo-Kultur, in Rumänien von der Criș- oder Starčevo-Criș-Kultur, in Ungarn von der Körös-Kultur. Eszter Bánffy ordnet die transdanubischen Funde allerdings der Starčevo-Kultur zu und sieht einen Unterschied zu den Körös-Funden in Ostungarn. Die Mehtelek-Gruppe Ostungarns wird oft der Criș-Kultur zugeordnet.
Insgesamt finden sich im südöstlichen Verbreitungsgebiet der Starčevo-Körös-Criș-Kultur vor allem Tellsiedlungen mit Bauten aus Lehmziegeln, während im Nordwesten Flachsiedlungen mit Flechtwerkhäusern überwiegend. Hier ist die Keramik deutlich seltener bemalt und Obsidian als lithisches Rohmaterial überwiegt gegenüber dem blonden Balkanflint. Ob diese Unterschiede allein geographisch-chronologisch sind oder ob es sich um unterschiedliche Identitätsgruppen handelt, wäre durch weitere Forschungen zu klären.
Mit den Starčevo-Kultur, Körös-Kultur und Criş-Kulturen traten vor 6000 v. Chr. supraregional eine einheitliche Kulturstufe in Erscheinung (= Proto-Starčevo-Stufe), nach 6000 v. Chr. war eine Differenzierung des Keramik-Stils nachweisbar, die in der Ausprägung des „Starčevo-Körös-Criș-Komplexes“ mündete. 
Mit dem Auftreten des Starčevo-Körös-Criș-Komplexes können im transdanubischen Raum erstmals Ackerbau und Viehzucht festgestellt werden. Die Landwirte hielten Schafe, Ziegen, Rinder, Schweine und Hunde und kultivierten daneben Emmer, Einkorn, Weizen, Linsen und Erbsen. Die alimentierende Jagd auf Wildtiere war aber noch nicht in den Hintergrund getreten.
Der „Starčevo-Körös-Criș-Kulturkomplex“ wird als Vorläuferkultur der Linearbandkeramischen Kultur (LBK) angesehen.
Genetisch dominierten in den analysierten Skelettproben die paternale Haplogruppe G2a (Y-DNA), maternal waren die mtDNA Haplogruppen K, N1a, T2, Haplogruppe J (mtDNA) vertreten. Dies zeigt, dass der maternale Genpool der Starčevo-Bauern wie auch der zeitlich folgenden Linearbandkeramiker stärker durchmischt war als der paternale Pool mit der Haplogruppe G (Y-DNA).
Aufgrund der geringen Anzahl von freigelegten Siedlungen der Starčevo-Kultur, so etwa die Siedlungen von Divostin, Obre I, Donja Branjevina unweit von Odžaci sowie Vinkovci, ist eine grundlegende Aussage bezüglich der Haus- und Siedlungsformen schwieriger, als bei der LBK. In der wissenschaftlichen Betrachtung der Siedlung von Divostin, bei Kragujevac in Serbien, zeigten sich zwei verschiedene Bautypen. Bei dem ersten Bautyp handelte es sich zumeist um rund bis elliptisch geformte, in den Boden eingetiefte Objekte, die in ihrer äußeren Umgrenzung von dünnen Pfosten umgeben waren. Im Inneren der eingetieften Bauten fanden sich Herdstellen, die Maße betrugen in der Länge etwa zwischen 3 und 5 m und in der Breite zwischen 2 und 4 m. Der zweite Bautyp war ein echter Pfostenbau mit einem rechteckigen Grundriss. Dessen Wände bestanden aus einem Flechtwerk mit Lehmbewurf, die Böden waren wahrscheinlich aus gestampftem Lehm erstellt worden.
Da die Starčevo-Körös-Criş-Kultur ethnogenetisch als Vorläuferkultur der LBK angesehen wird, zeigen sich dennoch zwischen beiden Kulturen deutliche Unterschiede in den Bautypen. So ist für die LBK das Langhaus paradigmatisch.